# Chester, Illinois
Chester là một thành phố thuộc quận Randolph, tiểu bang Illinois, Hoa Kỳ. Năm 2010, dân số của thành phố này là 8586 người.

## Dân số
Dân số qua các năm:
- Năm 2000: 5185 người.
- Năm 2010: 8586 người.